# Luis Castelló Pantoja
Luis Castelló Pantoja (Guadalcanal, (Sevilla) 1881 - 1962) va ser un militar espanyol, general d'Infanteria, un dels casos més dramàtics de la Guerra Civil espanyola. Ministre de la Guerra del bàndol republicà va fer l'humanament possible per frenar el caos revolucionari que va succeir a la revolta militar de 18 de juliol.

## Biografia

### Segona República
Oncle de Juan Simeón Vidarte y Franco Romero diputat socialista per la província de Badajoz. Va ser un dels tres caps militars (els altres dos eren Francisco Franco i Carlos Masquelet Lacaci) que van estar presents en la reunió d'Eduardo López de Ochoa amb Diego Hidalgo Durán i el ministre de Governació, Eloy Vaquero Cantillo, on es va organitzar la repressió de la revolta d'Astúries de 1934.

### Guerra Civil

#### Insurrecció militar
General de brigada de l'Arma d'Infanteria al comandament de la 2a Brigada d'Infanteria i comandant militar de la plaça de Badajoz aconseguí que el regimiento Castilla no s'incorporés a la revolta i es mantingués al costat del govern, i amb ell les forces d'ordre públic. Vidarte li comunicà el seu ascens a cap de la 1a Divisió Orgànica després de la destitució de Virgilio Cabanellas Ferrer (encara que mai no arribaria a exercir el comandament) traslladant-se a Madrid el 19 de juliol de 1936. Deixà a Badajoz la seva muller i dues filles que serien fetes presoneres pels insurrects després de la conquesta de la ciutat per l'aleshores coronel Juan Yagüe.

#### Ministre de la Guerra
En arribar a Madrid va ser immediatament nomenat Ministre de la Guerra en el gabinet presidit per José Giral, substituint José Miaja Menant i ocupant el càrrec fins al 6 d'agost de 1936 deixant pas a Juan Hernández Saravia. Segons Ramón Salas Larrazábal:
| « | ...Castelló va veure aviat que no passava de ser un ministre nominal. També allí havia arribat la revolució i el poder l'exercia al Ministeri un comitè constituït pel tinent coronel Hernández Saravia, els comandants Ignacio Hidalgo de Cisneros, Chirlandas i Mesquita, els capitans Cordón, Núñez Mata i Freire i el tinent Martín Blazquez. | » |

Malgrat les dificultats Castelló va fer el possible per frenar el caos revolucionari de la rereguarda republicana i organitzar els esforços militars, així, el 20 de juliol destitueix al general García Antúnez posant la 1a Divisió Orgànica en mans del general Riquelme. En Consell de Ministres es va oposar al desembarcament de Mallorca projectat pel capità Alberto Bayo (que es duria a terme el 16 d'agost de 1936 i resultaria un fracàs absolut) argumentant la necessitat d'emprar les forces tant en la defensa de Madrid com en els setges de Saragossa i Osca, en el gairebé desguarnit Front d'Aragó.

#### Capità General de Madrid
Després del seu cessament com a ministre de la Guerra es fa càrrec de la Capitania General de Madrid, on cada vegada es troba més depressiu. Fortament impressionat per l'afusellament del seu germà per milícies anarquistes i per la presó de la seva esposa i filles en mans dels revoltats, va sofrir una greu crisi nerviosa i fou internat en el psiquiàtric de Leganés. Després de la seva sortida, es va refugiar en l'ambaixada francesa, on va romandre fins a la primavera de 1937 quan es trasllada a França.

### Detenció i consell de guerra
En 1942 va ser detingut pels nazis (Gestapo) i lliurat a Espanya, on va ser jutjat i condemnat a mort. Passà tres anys a la presó abans de ser indultat en 1946. Després d'una llarga malaltia mor en companyia de les seves filles el 27 de setembre de 1962.